# 古倫美亞唱片
古倫美亞唱機唱片公司（日语：臺灣コロムビア販賣株式會社，1933年 －1945年），是一家曾經活躍於日本時期臺灣以製造發行蟲膠唱片為主要業務的唱片公司，也是臺灣近代流行音樂產業先驅。

## 沿革概略

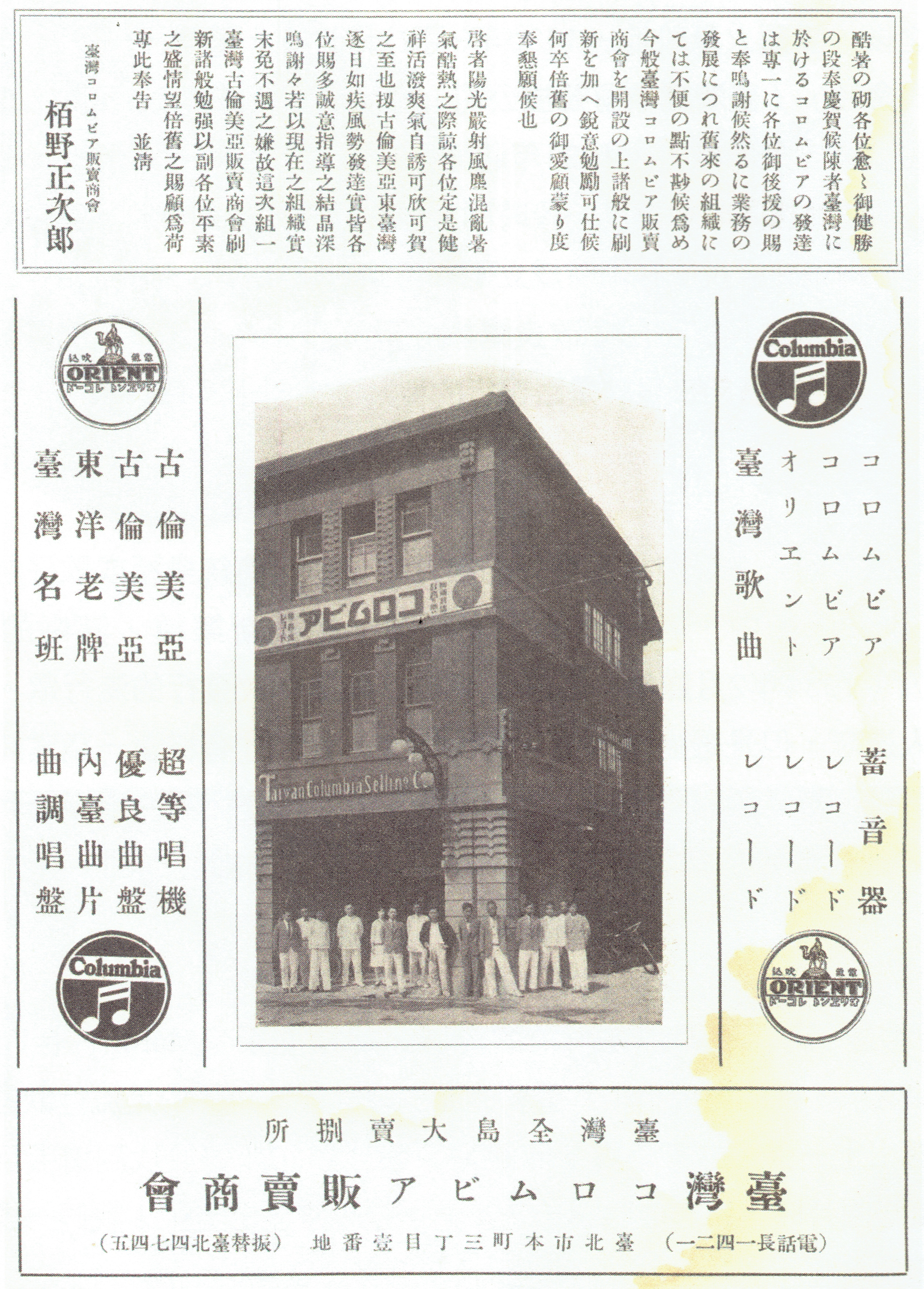
古倫美亞唱機唱片公司的廣告。

1910年11月（或1911年9月），株式会社日本蓄音器商会 （簡稱日蓄）設其臺灣出張所於臺北榮町；初期業務為經銷留聲機及唱片。
1914年，岡本樫太郎帶領客家樂師林石生、范連生、何阿文、何明添、黃芳榮、巫石安、彭阿增等15人前赴日本錄音，並發行唱片《一串年》（其內容為客家八音演奏）、《點燈紅》（其內容為臺灣閩南語發音之「車鼓調」）、《三伯英臺》（其內容為歌仔戲於落地掃階段之發展雛形）等。
1929年，日蓄取得哥倫比亞唱片商標使用權，開始以其商標發行唱片。栢野正次郎開始掌管其旗下改良鷹標以外之所有唱片業務。
1930年8月17日，日蓄首度於《日蓄新聞》中發布「古倫美亞」之名。
1930年到31年間，出版《歌仔戲：烈女記》，由溫紅塗、月中娥、鏡梨花演出，民間故事改編而成的歌仔戲曲目，錄音編號F532，出品編號「80023」。演出者溫紅塗是第一代歌仔大師，自1926年起即灌唱歌仔唱片，1930年代古倫美亞製作歌仔戲全套唱片，名為「新歌仔戲」，溫也為古倫美亞負責編劇、後場及演唱工作。
1932年，古倫美亞唱片發行原為電影《桃花泣血記》行銷的宣傳歌〈桃花泣血記〉；後正式成立古倫美亞唱片文藝部，延聘作詞作曲者創作，並徵集歌手與樂師錄製具有「臺灣味」的歌曲。
1933年，陳君玉任古倫美亞文藝部長；2月，栢野正次郎以15萬日圓為資本登記成立臺灣コロムビア販賣株式會社，為日蓄之在臺分公司；發行歌曲〈跳舞時代〉，歌詞描寫社交舞、自由戀愛、聽流行歌等時代潮流。此外，亦有發行〈望春風〉、〈月夜愁〉。
1934年，陳君玉於年中離職，周添旺接任文藝部長；發行〈雨夜花〉、〈碎心花〉、〈四季紅〉。
1943年，該公司最後一次發行新唱片《臺灣の音樂》，這是一套復刻曲盤，精選收錄自日蓄來臺後之經典曲目，從南北管音樂到歌仔戲、京劇、流行歌曲及原住民音樂各一軌錄音，總共有八張唱片；其中，流行歌獲選者為純純演唱之〈雨夜花〉。
二次世界大戰太平洋戰爭末期，臺北市遭美軍轟炸，公司建築遭波及毀損。戰後，公司負責人栢野正次郎離開臺灣。
該公司於結束營業時總計發行約1500張唱片。

## 營業手法

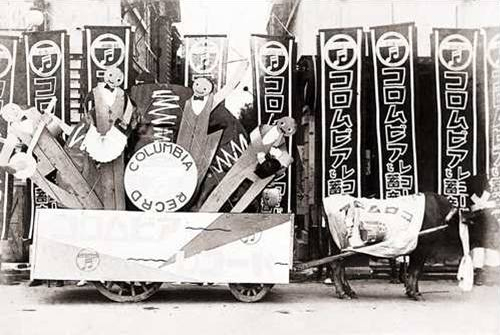
古倫美亞宣傳活動。

### 宣傳
以宣傳車插上旗幟，帶領樂隊與工作人員沿街發放文宣，大聲演唱欲宣傳之曲目。
於海濱浴場等休閒場所設置印有商標之旗幟、告示牌、遮陽帳棚等。
或者，在歲末時從公司建築立面頂部垂掛中央寫有「斷然コロムビア」字樣的大旗。

### 消費
1930年代，臺灣古倫美亞的總部位於臺北本町，文藝部位於臺北京町，是公會堂（今中山堂）對面的透天商店，在臺灣其他各地的大都會也有駐點服務。至1940年代公司正式員工約五、六十人左右，另外還有許多各地的業務員。國立臺灣歷史博物館常設展展出之哥倫比亞唱片胸章，為古倫美亞唱片公司發給員工的內部識別勳章，據當年的員工表示，佩戴此一勳章者即可證明為該公司職員，當年許多電影院都和唱片公司合作，佩戴該勳章者可以不必購票、免費看電影，對當時的大小員工而言，是一項榮耀與福利。

## 發行唱片種類
流行歌曲、歌仔戲、笑科、廣東音樂、北管音樂、南管音樂。

## 日蓄旗下在臺唱片品牌
（註：括號內之年份表開始發行時間）
- NIPPONPHONE（日蓄，1911年）
  - ORIENT RECORD（駱駝，1926年）
- Columbia（古倫美亞，1929年）
  - Regal（紅利家，1934年）
  - Regal（黑利家，1933年）
- EAGLE（鷹標，1931年）
  - HIKOKI（飛行機）[16]

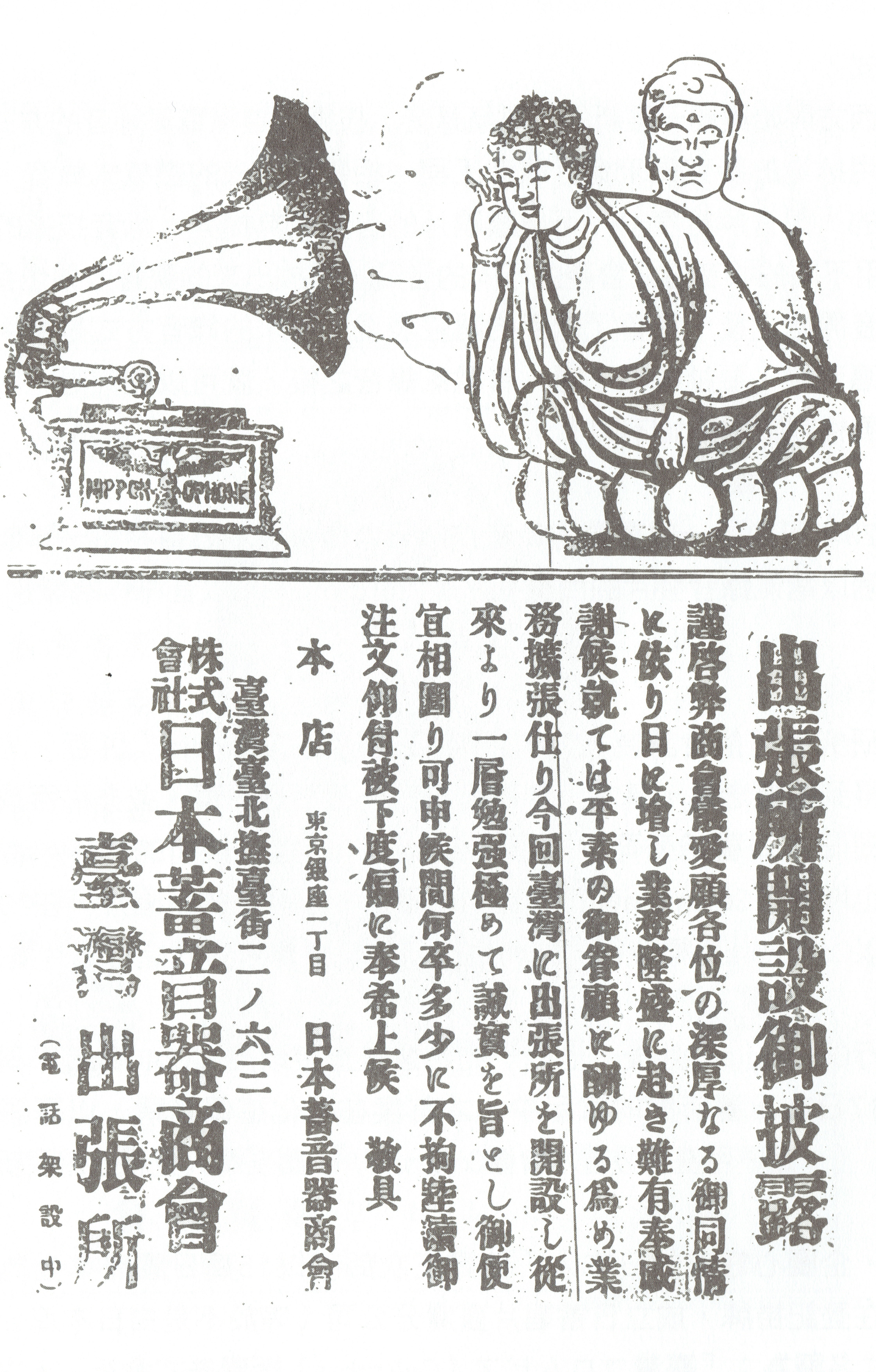
古倫美亞前身日本蓄音器商會的廣告
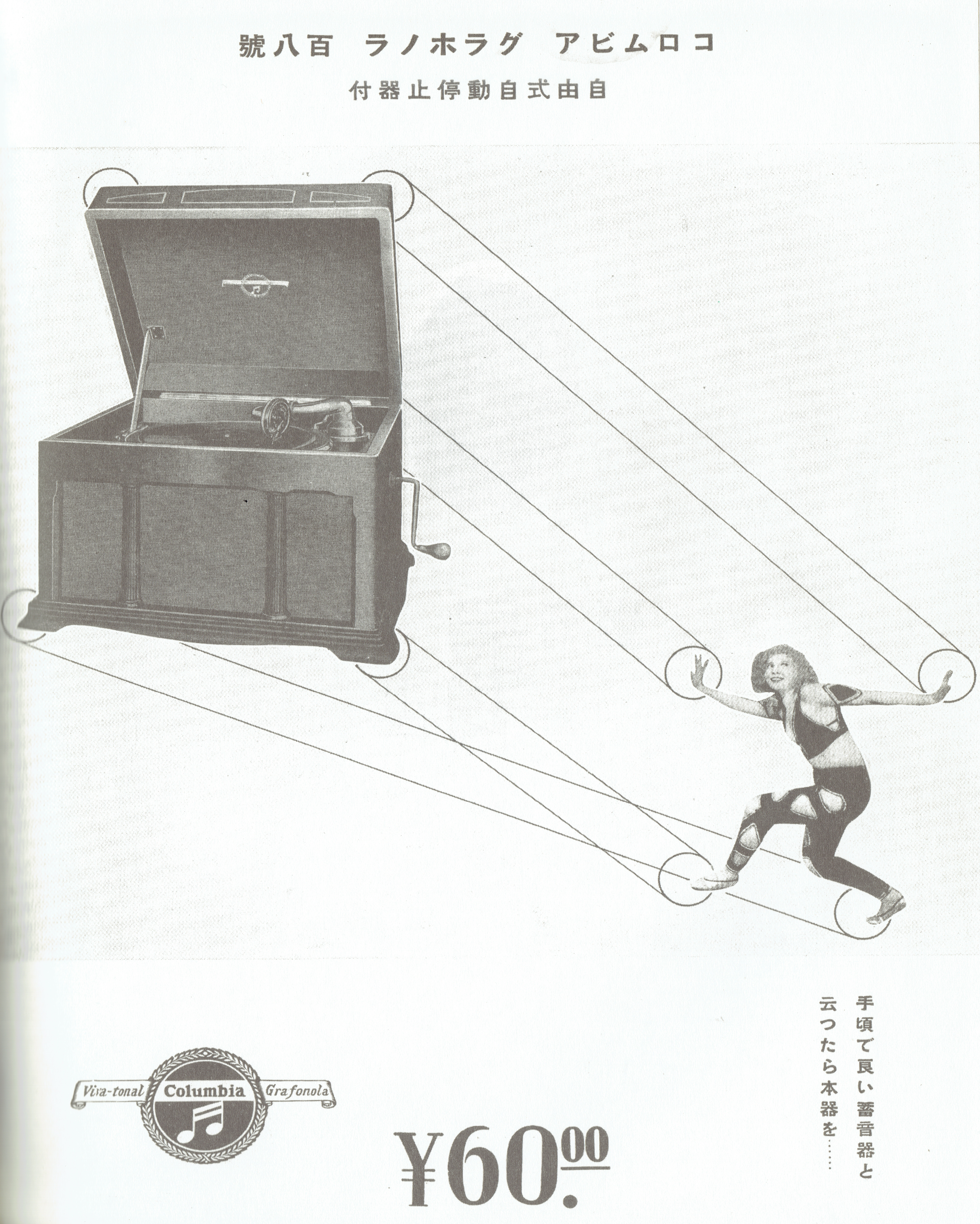
古倫美亞唱機唱片公司廣告
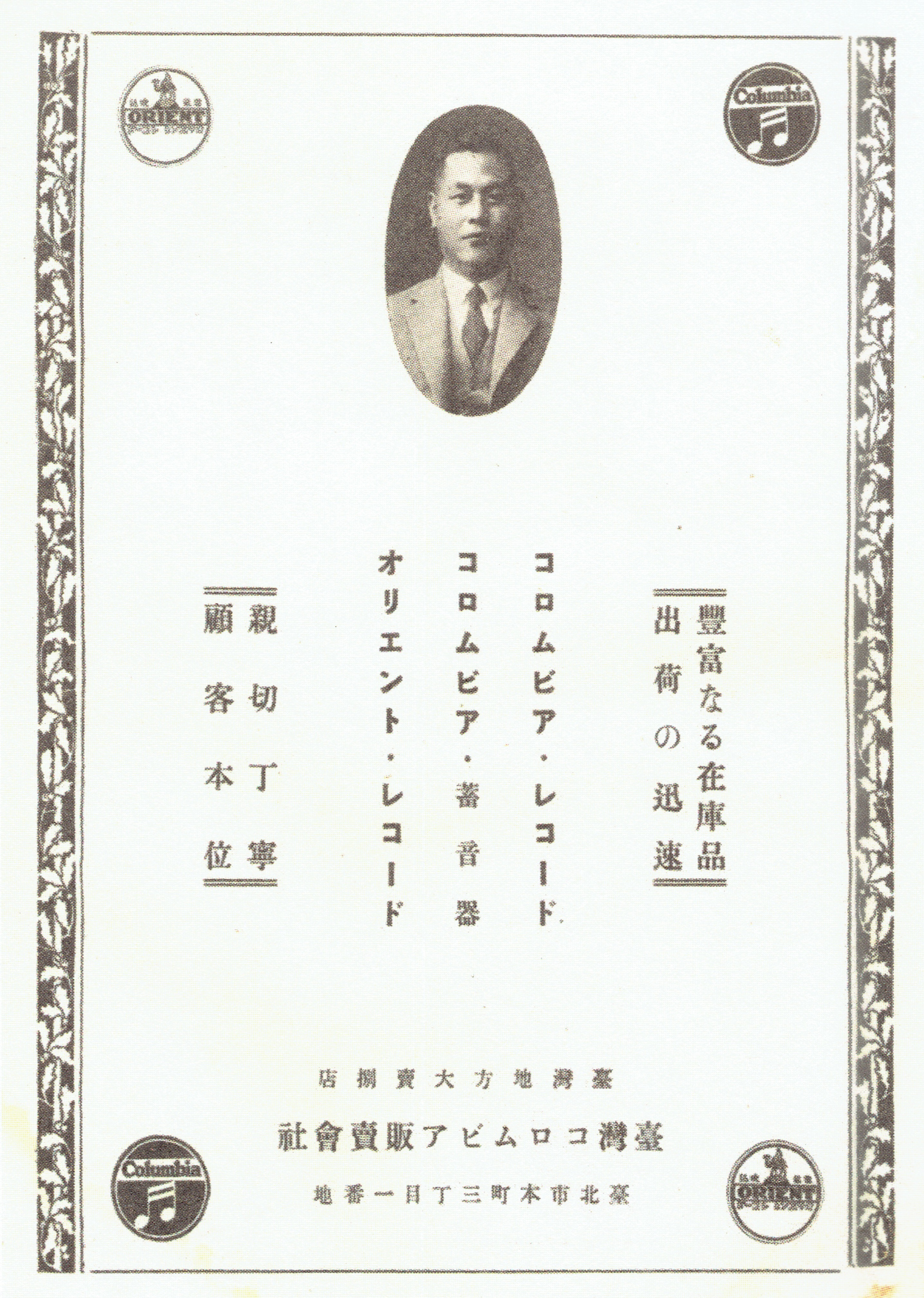
古倫美亞唱機唱片公司廣告

## 旗下音樂人

### 作曲家
- 蘇桐，亦為樂師
- 陳秋霖，亦為樂師
- 鄧雨賢
- 王雲峰
- 姚讚福
- 郭玉蘭，亦為歌手

### 作詞家
- 葉俊麟
- 陳君玉
- 李臨秋
- 周添旺

### 歌手
- 秋蟾，台北藝旦，曾演唱台灣首張唱片〈烏貓行進曲〉、〈雪梅思君〉、〈可憐的秋香〉等[17]
- 雲霞，台北江山樓藝旦，曾演唱〈九連環〉、〈嘆煙花〉 [18][19][20]
- 阿快，台北大稻埕藝旦，曾演唱〈五更相思〉[21]
- 純純（劉清香），台北人，曾演唱〈桃花泣血記〉、〈四季紅〉、〈月夜愁〉、〈望春風〉、〈雨夜花〉等
- 愛愛（簡月娥），台北人，曾演唱〈雪梅思君〉、〈黃昏約〉、〈滿面春風〉等
- 林氏好（又名林是好），台南人，曾演唱〈月夜愁〉、〈紅鶯之鳴〉、〈一個紅蛋〉等
- 郭玉蘭，新竹人，亦為作曲家
- 青春美（林春美），桃園人，太平町藝旦，曾演唱〈農村曲〉、〈人道》、〈月下愁〉、〈老青春〉等 [22]
- 豔豔，曾與純純合唱〈四季紅〉
- 清香，曾演唱〈英台賞花自嘆〉[23]
- 阿椪，台北藝旦[24]
- 罔市，台北藝旦[24]
- 吳成家

## 發行歌曲

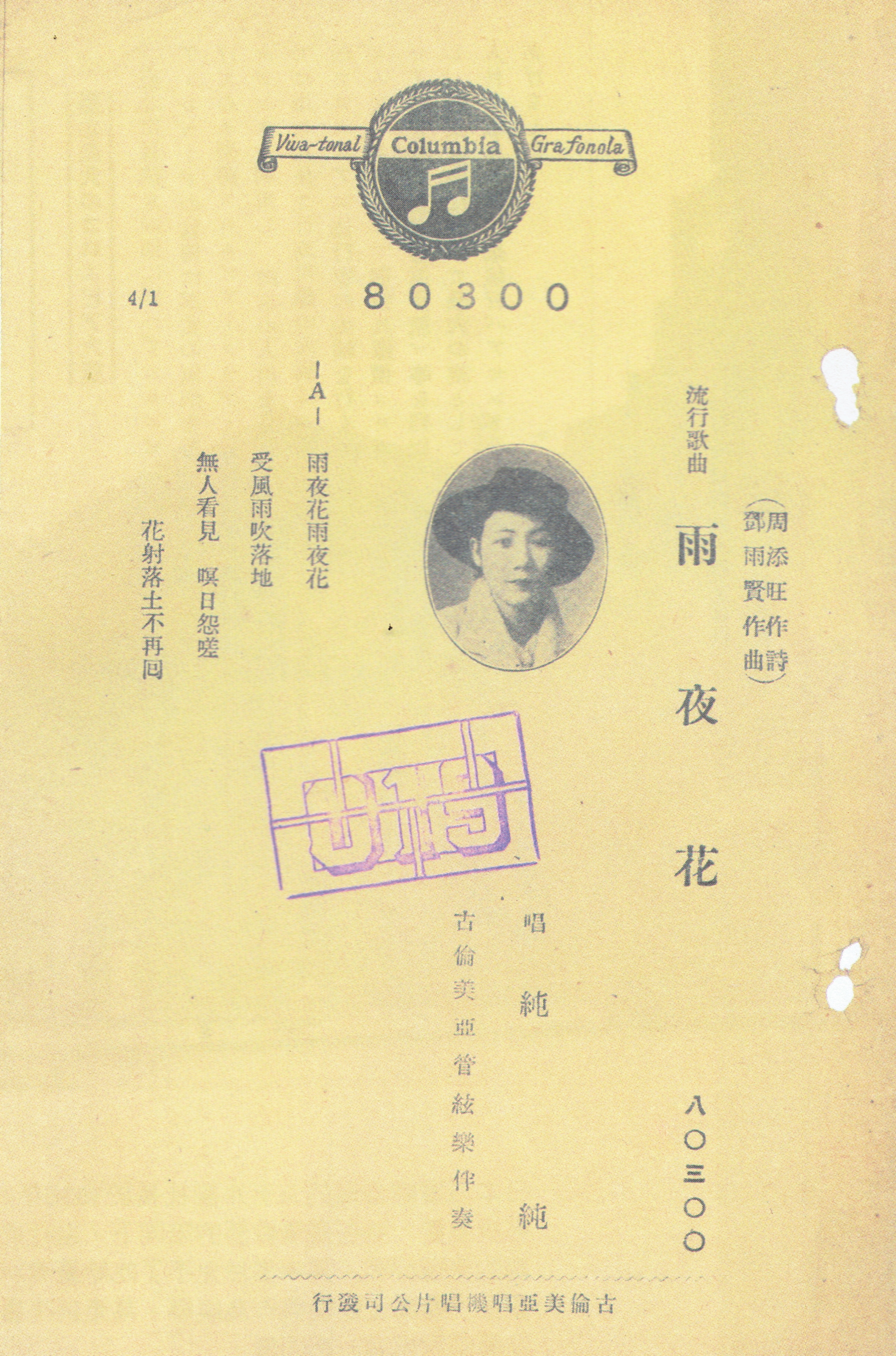
〈雨夜花〉的歌單

### 1929年
- 〈烏貓行進曲〉秋蟾

### 1932年
- 〈桃花泣血記〉純純
- 〈跳舞時代〉純純

### 1933年
- 〈懺悔〉純純
- 〈月夜愁〉純純、林氏好
- 〈望春風〉純純
- 〈青春怨〉純純
- 〈倡門賢母〉纯纯
- 〈城市之夜〉纯纯
- 〈一个红蛋〉林氏好、纯纯
- 〈紅鶯之鳴〉林氏好
- 〈珈琲！珈琲！〉青春美

### 1934年
- 〈雨夜花〉純純
- 〈怪紳士〉純純
- 〈咱台灣〉林氏好
- 〈春怨〉林氏好
- 〈落花流水〉林氏好
- 〈人道〉青春美

### 1935年
- 〈夜開花〉純純
- 〈一身輕〉純純
- 〈想要彈像調〉純純
- 〈蓬萊花皷〉純純
- 〈異鄉夜月〉愛愛

### 1936年
- 〈來啦！！〉純純
- 〈新女性〉愛愛
- 〈嘆環境〉真真
- 〈新蓬萊花皷〉純純、愛愛、豔豔、真真
- 〈黃昏愁〉（未公開發表）

### 1937年
- 〈夜半大稻埕〉纯纯
- 〈四季紅〉纯纯、艷艷
- 〈歸來〉愛愛

## 相關場所

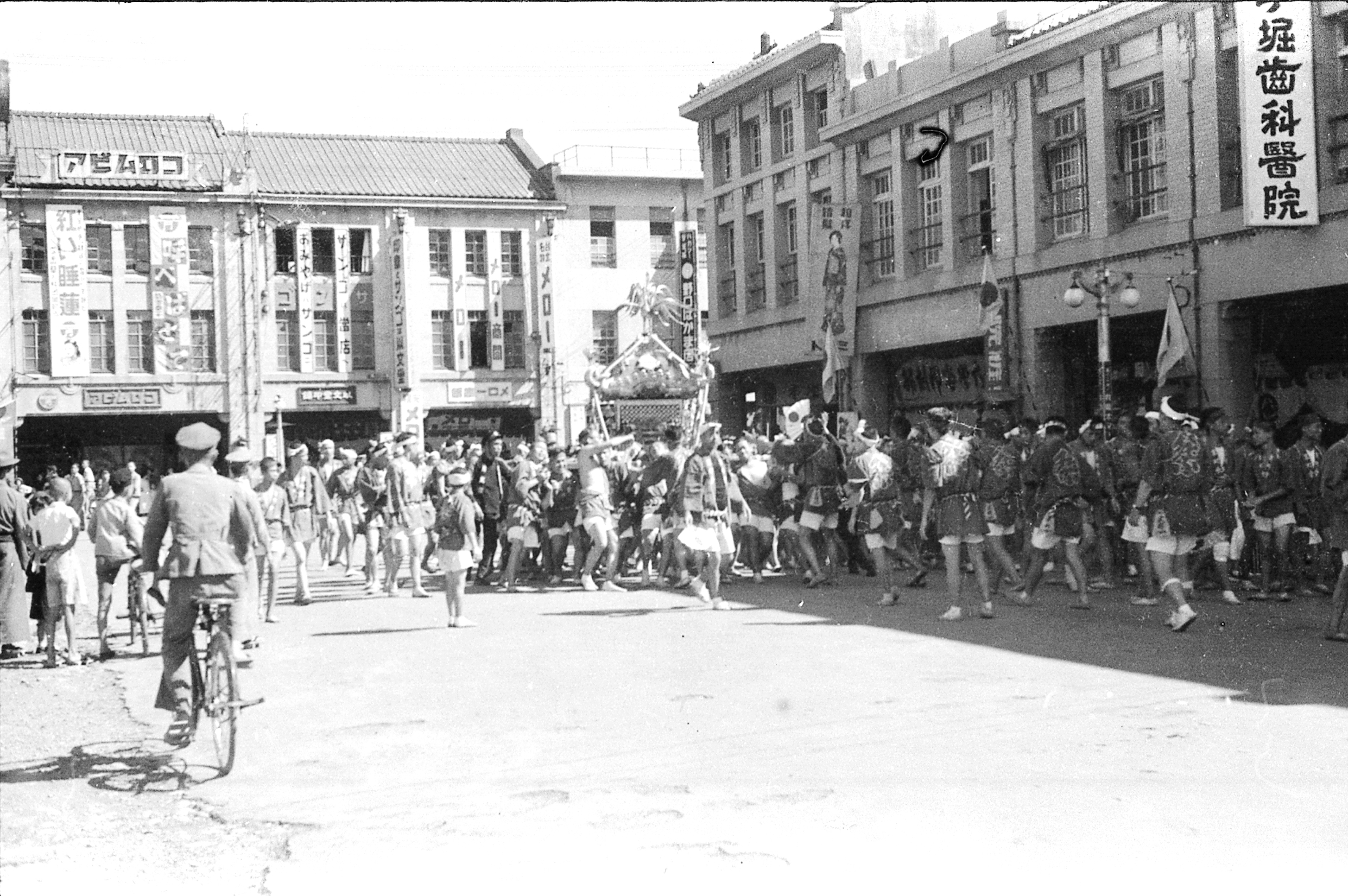
臺灣古倫美亞文藝部（左側建築）前的臺灣神社祭典遊行活動

- 古倫美亞總部：位於臺北市本町三丁目壹番地。
- 古倫美亞文藝部：位於臺北市京町，建築仍存，現址為台北市中正區博愛路95號
- 朝風咖啡：鄰近文藝部，公會堂前，曾做為古倫美亞錄音室，2019年10月遭台北市文化局解除文化資產列冊而拆除[25]。
- 台北公會堂：常在此舉行新歌發表會[26]。
- 李臨秋故居，現為台北市歷史建築[26]。

## 流行文化

### 音樂專輯
- 陳建瑋《古倫美亞》（2016年）[27]

### 戲劇
- 《Viva Tonal 跳舞時代》（2003年）
- 《歌謠風華-初聲》（2012年）
- 《四月望雨：鄧雨賢物語》（2025年預定）

## 連結

### 閱讀
- 台灣唱片發展 - 台灣師範大學民族音樂研究所 （页面存档备份，存于）
- 郭麗娟.鄭恆隆.〈臺灣唱片發展簡史〉.《源》第53期：53-76.2005 （页面存档备份，存于）
- 日本國立民族學博物館藏 戰前台灣ＳＰ唱片目錄

### 音聲網
- 台灣音聲一百年 （页面存档备份，存于）

### 引用
1. ↑  日蓄新聞.1930年9月
2. ↑  〈雨夜花〉歌詞單.約1943年.古倫美亞唱機唱片公司
3. ↑  林, 太崴. 玩樂老臺灣. 臺北市: 五南圖書出版股份有限公司. 2015: 24, 49. ISBN 9789571179711.
4. 1 2  林, 太崴. . 臺北市: 五南圖書出版股份有限公司. 2015: 24, 49. ISBN 9789571179711.
5. ↑  . qianqiustreetshop.blogspot.tw.   [2017-02-23]. （原始内容存档于2018-05-27）.
6. ↑  . 故事 StoryStudio. 2021-11-02  [2024-02-24]. （原始内容存档于2023-09-24）.
7. ↑  林, 太崴. 玩樂老臺灣. 臺北市: 五南圖書出版股份有限公司. 2015: 17, 23. ISBN 9789571179711.
8. ↑  林, 太崴. 玩樂老臺灣. 臺北市: 五南圖書出版股份有限公司. 2015: 17. ISBN 9789571179711.
9. ↑  國立臺灣歷史博物館. . 斯土斯民展品列表 - 斯土斯民-臺灣的故事. 國立臺灣歷史博物館.   [2018-01-30]. （原始内容存档于2020-12-02）.
10. 1 2 3  . 日治台灣曲盤數位典藏計畫. 國立師範大學.   [2016-02-24]. （原始内容存档于2018-10-03）.
11. 1 2 3  林, 太崴. 玩樂老臺灣. 臺北市: 五南圖書出版股份有限公司. 2015: 48. ISBN 9789571179711.
12. ↑  林, 太崴. 玩樂老臺灣. 臺北市: 五南圖書出版股份有限公司. 2015: 42. ISBN 9789571179711.
13. ↑  林, 太崴. 玩樂老臺灣. 臺北市: 五南圖書出版股份有限公司. 2015: 46, 47. ISBN 9789571179711.
14. ↑  林, 太崴. 玩樂老臺灣. 臺北市: 五南圖書出版股份有限公司. 2015: 40. ISBN 9789571179711.
15. ↑  國立臺灣歷史博物館. . 斯土斯民展品列表 - 斯土斯民-臺灣的故事. 國立臺灣歷史博物館.   [2018-01-30]. （原始内容存档于2020-12-02）.
16. ↑  林, 太崴. 玩樂老臺灣. 臺北市: 五南圖書出版股份有限公司. 2015: 29. ISBN 9789571179711.
17. ↑  陳培豐. .   [2020-05-29]. （原始内容存档于2020-09-15）.
18. ↑  詹金娘.  (PDF).   [2020-05-29]. （原始内容存档 (PDF)于2020-09-15）.
19. ↑  中時新聞網. . 中時新聞網.   [2021-08-12]. （原始内容存档于2021-08-12） （中文（臺灣））.
20. ↑  ,   [2020-05-28], （原始内容存档于2020-06-30） （中文（臺灣））
21. ↑  . old.ltn.com.tw.   [2020-05-28]. （原始内容存档于2020-09-15）.
22. ↑  . flyingV.   [2020-05-28]. （原始内容存档于2020-09-15） （英语）.
23. ↑  . flyingV.   [2021-08-12]. （原始内容存档于2020-09-15） （英语）.
24. 1 2  陳培豐. .   [2020-05-29]. （原始内容存档于2020-09-15）.
25. ↑  自由時報電子報. . 自由時報電子報. 2019-10-06  [2021-08-10]. （原始内容存档于2021-08-10） （中文（臺灣））.
26. 1 2  . archives.lib.ntnu.edu.tw.   [2021-08-10]. （原始内容存档于2017-02-23）.
27. ↑  . Blow 吹音樂. 2016-03-30  [2017-02-23]. （原始内容存档于2019-06-29） （中文（臺灣））.